# Chrodtrud
Chrodtrud († 725, auch Hrottrudis) war die erste Frau von Karl Martell und Großmutter von Karl dem Großen.
Ihre Kinder waren:
- Carloman (Karlmann) († 754)
- Pippin der Jüngere (714–768)
- Chiltrudis (Hiltrud) (715–754)
- Landrada
- Alda

## Die Ehefrau Karl Martells
In keiner zeitgenössischen Quelle wird Chrotrud als Ehefrau Karl Martells genannt, die Zuordnung kann alleine indirekt erfolgen. Die Annales mosellani erwähnen zum Jahr 725 den Tod einer Chrotrud (725: Chrotrud mortua), und zu dieser Zeit kann diese Meldung bei einer Frau nur bedeuten, dass es sich um eine Königin oder die Ehefrau eines der ersten Würdenträger des Reiches handeln muss. Die Tatsache, dass zum einen Karl Martell im gleichen Jahr 725 die Herzogsnichte Svanahilde aus Bayern mitbrachte und dann auch heiratete, gab bereits im 17. Jahrhundert (Adrien de Valois 1638 und Jean Mabillon 1703) Anlass zu der Vermutung, dass Chrodtrud dessen Ehefrau war. Dass zum anderen der Name Rotrud unter den Nachkommen Karl Martells mehrfach auftritt (je eine Tochter Karls des Großen, Tassilos III. von Bayern, Ludwigs des Frommen, Lothars I., Karls des Kahlen und Karls des Einfältigen) war ein weiteres Indiz für die Ehe.
Eine Aufzählung im Reichenauer Verbrüderungsbuch gibt schließlich Sicherheit: Dem Namen von acht verstorbenen Männern (Karolus maior domus, Pippin rex, Karlomannus maior domus, Karolus imperator, Karlomannus, Karolus rex, Pippinus rex, Bernardus rex), folgt der von neun Frauen (Ruadtraud, Ruadheid, Suanahil regina, Berhta regina, Hiltikart regina, Fastrat regina, Liutkart regina, Ruadheid [regina], Hirminkar regina), und es ist nicht schwer festzustellen, wenn man beide Gruppen in zwei Kolonnen nebeneinander stellt, dass die Namen in gleicher Reihenfolge zu Karolingern einerseits und karolingischen Ehefrauen andererseits gehören, insbesondere, wenn man die Qualifikation regina, Königin, berücksichtigt, auch wenn sie bei Svanahild regina, der Ehefrau Karl Martells ab 725, nicht zutrifft. Schließlich können Karolus major domus als erster Mann auf der Liste und seiner Ehefrau Svanahild als dritter Frau nur bedeuten, dass insbesondere die erste, Ruadtrud, ebenfalls ihm zuzurechnen ist.

## Herkunft
Der einzige Hinweis auf die Familienzugehörigkeit Chrotruds ergibt sich aus der Information, dass Wido, Laienabt von Saint-Wandrille († hingerichtet 739), ein naher Verwandter, propinquus, Karl Martells gewesen sei. Wido wird bereits im Jahr 715 als Bruder des Bischofs Milo von Trier und Reims und als Sohn des heiligen Liutwin, erwähnt. Übersetzt man nun propinquus als Schwager und bezieht man die Verbindung auf Chrotrud, so wird aus ihr eine Tochter Liutwins und eine Angehörige der Widonen. Dieser Gedankengang wurde im Jahr 1915 von Anton Halbedel veröffentlicht und seitdem mehrfach aufgenommen, ist allerdings lediglich eine Hypothese.